# パイは小さな秘密を運ぶ
『パイは小さな秘密を運ぶ』（パイはちいさなひみつをはこぶ、原題：The Sweetness at the Bottom of the Pie）は、2009年に刊行されたアラン・ブラッドリーの推理小説。「少女探偵フレーヴィア シリーズ」の第1作目にあたり、英国推理作家協会（CWA）賞 デビュー・ダガー賞をはじめとして9冠を達成するなど高く評価されている。

## あらすじ
1950年、11歳のフレーヴィア・ド・ルースは、イギリスの片田舎にあるバックショー荘の実験室で化学実験に熱中し、様々な毒物に思いを馳せる日々を過ごしている。フレーヴィアの家族は、妻のハリエットを遭難事故で亡くしてから切手収集に没頭して現実逃避する父、意地悪な2人の姉、フィーリーことオフィーリアとダフィことダフネ、それに庭師のドガーと家政婦のマレットだった。
ある日、誰かがコシギの死体をキッチンの戸口に置いているのをマレットが見つける。コシギのくちばしにビクトリア女王が印刷された切手が突き刺さっていた。父はなぜだかひどく恐れ動揺する。さらに深夜、フレーヴィアは書斎で父が赤毛の男と口論しているのを目撃する。翌朝、フレーヴィアはキュウリ畑で赤毛の男が倒れているのを見つける。男は「ワーレ！」と言って息を引き取った。
警察により男は何者かに毒殺されたことが判明した。事件を捜査するヒューイット警部補が父を疑っていると感じたフレーヴィアは、父の無実を証明するために独自の捜査に乗り出す。しかし、ついに父が拘留されてしまう。

## 登場人物
フレーヴィア・ド・ルース
11歳の化学大好き少女。
ハヴィランド・ローレンス・ド・ルース（ジャッコ）
フレーヴィアの父。
ハリエット・ド・ルース
フレーヴィアの母。故人。
オフィーリア（フィーリー）・ド・ルース
フレーヴィアの上の姉。おしゃれ好きの17歳。
ダフネ（ダフィ）・ド・ルース
フレーヴィアの下の姉。読書好きの13歳。
マレット
ド・ルース家の家政婦。
アーサー・ウェルズリー・ドガー
ド・ルース家の庭師。
グレンヴィル・トワイニング
ラテン語教師。故人。
アイザック・キッシング
グレイミンシング校の元校長。
ホレス・ボーンペニー（ボニー）
ローレンスの級友。
フランク・ペンバートン
作家。
マティルダ（ティルダ）・マウントジョイ
図書館の元司書。
ヒューイット
警部補。
ウールマー
刑事。
グレイヴズ
刑事。
タリー・ストーカー
「十三羽の雄ガモ亭」の主人。
ネッド・クロッパー
「十三羽の雄ガモ亭」の下働き。

## 受賞
- 2007年 英国推理作家協会（CWA）賞 デビュー・ダガー賞受賞
- 2009年 アップルiTunes賞（ベスト・オーディオブック部門）受賞
- 2009年 インディゴ・ブックセラーズ・チョイス賞受賞
- 2010年 アガサ賞最優秀処女長編賞受賞
- 2010年 アーサー・エリス賞最優秀処女長編賞
- 2010年 ディリス賞受賞
- 2010年 スポテッド・オウル賞受賞
- 2010年 マカヴィティ賞処女長編賞受賞
- 2010年 バリー賞処女長編賞受賞